# Aleksandra Szczechla
Aleksandra Szczechla (ur. 1972) – japonistka, tłumaczka współczesnej literatury japońskiej. 

## Kariera naukowa
Absolwentka japonistyki na Uniwersytecie Jagiellońskim (1996, praca magisterska pt. Tsushima Yūko – przedstawicielka współczesnej japońskiej literatury kobiecej, jej dorobek artystyczny i wizja kreowanego przez nią świata), tam też w roku 2005 obroniła doktorat pt. Pytanie o tożsamość – kobiety w prozie Yūko Tsushimy. W ramach pobytów zagranicznych przebywała w latach 1994–1995 na rocznych studiach jako stypendystka japońskiego Ministerstwa Edukacji Narodowej na Uniwersytecie Ochanomizu w Tokio oraz tamże w latach 1998–2000 na studiach podyplomowych. 
Obecnie adiunkt w Zakładzie Japonistyki i Sinologii UJ. W roku akademickim 2008/2009 prowadziła zajęcia także w Pracowni Języka i Kultury Japońskiej na Wydziale Filologicznym Uniwersytetu Mikołaja Kopernika w Toruniu.
Jej główne zainteresowania badawcze to współczesna literatura japońska, w szczególności współczesne pisarki japońskie; metodologia tłumaczenia tekstów japońskich.

## Główne publikacje
- Psychologia zazdrości i inne aspekty opowiadania „Kikumushi” Tsushimy Yūko, w: „Japonica”, Warszawa 1998, tom 8.
- „Najlepszym nośnikiem wyobraźni jest jednak literatura” – rozmowa z Tsushimą Yūko, w: „Japonica”, Warszawa 2001, tom 14, s. 109–132.
- Aleksandra Szczechla: Kobieca tożsamość w narracji. Proza Yūko Tsushimy. Kraków: Wydawnictwo Uniwersytetu Jagiellońskiego, 2007, seria: Literatura, Język i Kultura Japonii. ISBN 978-83-233-2332-7. Brak numerów stron w książce

## Tłumaczenia
- Tsushima Yūko, Cichy targ (Danmari ichi), w: „Japonica”, Warszawa 1997, tom 7.
- Takuya Tsukahara, 101 Madonnas, w: „Mainichi Shinbun”, Tokio 1999 (przekład na język angielski).
- Yonaha Keiko, Drogi literatury kobiet, w: „Japonica”, Warszawa 2000, tom 13, s. 101–122.
- Tsushima Yūko, Uśmiechnięty wilk (Warai ōkami), Państwowy Instytut Wydawniczy, Warszawa 2023.